# 25. Drużynowe Młodzieżowe Mistrzostwa Europy w Brydżu Sportowym
25. Drużynowe Młodzieżowe Mistrzostwa Europy w Brydżu Sportowym – drużynowe młodzieżowe mistrzostwa Europy w brydżu sportowym, które odbędą się w Tromsø (Norwegia) w dniach od 18 do 25 lipca 2015 roku.
Będą to jednocześnie:
- 25. Mistrzostwa Europy Teamów Juniorów w Brydżu Sportowym,
- 12. Mistrzostwa Europy Teamów Młodzieży Szkolnej w Brydżu Sportowym,
- 7. Mistrzostwa Europy Teamów Dziewcząt w Brydżu Sportowym, oraz
- 1. Mistrzostwa Europy Juniorów Najmłodszych.

Zawody te odbędą się tuż po 7. Otwartymi Mistrzostwami Europy w Brydżu Sportowym, które odbędą się też w Tromsø w dniach od 27 czerwca 11 lipca 2015 roku.

## Poprzednie młodzieżowe DME w brydżu sportowym
Drużynowe młodzieżowe mistrzostwa Europy w brydżu sportowym rozgrywane są od roku 1968. Występują w nich drużyny reprezentujące kraje zrzeszone w Europejskiej Lidze Brydżowej (EBL).
Początkowo zawody odbywały się tylko w kategorii juniorów (U26). Od roku 1994 rozgrywane są zawody w kategorii młodzieży szkolnej (U21), a od 2004 rywalizują również dziewczęta (U26). W tych zawodach po raz pierwszy startować będą juniorzy najmłodsi (dzieci, U16).
Poprzednie mistrzostwa odbyły się w dniach 11–20 lipca 2013 we Wrocławiu (Polska).
W poniższych tabelach przedstawiono miejsca medalowe oraz wyniki drużyn polskich w poszczególnych konkurencjach.
| Kategoria Juniorów | Kategoria Juniorów                                 | Kategoria Juniorów                                                                                                  |
| Lp.                | M                                                  | Zespół i skład |
| ------------------ | -------------------------------------------------- | --- |
| 24                 | 2013, 11 do 20 lipca, Wrocław (Polska), 22 zespoły | 2013, 11 do 20 lipca, Wrocław (Polska), 22 zespoły                                                                  |
| 24                 | 1                                                  | Francja Julien Bernard, Fabrice Charignon, Thibault Coudert, Alexandre Kilani, Clément Laloubeyre, Cédric Lorenzini |
| 24                 | 2                                                  | Polska Maciej Bielawski, Paweł Jassem, Michał Klukowski, Sławomir Niajko, Piotr Tuczyński, Jakub Wojcieszek         |
| 24                 | 3                                                  | Izrael Lotan Fiszer, Gal Gerstner, Itamar Ginnosar, Mosze Mejuchas, Deror Padon, Adam Reiter                        |

| Kategoria Młodzieży Szkolnej | Kategoria Młodzieży Szkolnej                        | Kategoria Młodzieży Szkolnej                                                                                        |
| Lp.                          | M                                                   | Zespół i skład |
| ---------------------------- | --------------------------------------------------- | --- |
| 24 (11)                      | 2013, 11 do 20 lipca, Wrocław (Polska), 19 zespołów | 2013, 11 do 20 lipca, Wrocław (Polska), 19 zespołów                                                                 |
| 24 (11)                      | 1                                                   | Szwecja Mikael Grönkvist, Mikael Rimstedt, Ola Rimstedt, Johan Säfsten, Adam Stokka                                 |
| 24 (11)                      | 2                                                   | Izrael Ecjon Amir, Adi Asulin, Hilla Lewi, Oren Toledano, Li’or Urman, Ammi Zamir                                   |
| 24 (11)                      | 3                                                   | Holandia Pim Coppens, Bob Donkersloot, Tom van Overbeeke, Tobias Polak, Michel Schols, Ricardo Westerbeek           |
| 24 (11)                      | 4                                                   | Polska Maciej Grabiec, Wojciech Kaźmierczak, Błażej Krawczyk, Arkadiusz Majcher, Piotr Marcinowski, Mateusz Sobczak |

| Kategoria Dziewcząt | Kategoria Dziewcząt                                | Kategoria Dziewcząt                                                                                              |
| Lp.                 | M                                                  | Zespół i skład                                                                                                   |
| ------------------- | -------------------------------------------------- | --- |
| 24 (6)              | 2013, 11 do 20 lipca, Wrocław (Polska), 9 zespołów | 2013, 11 do 20 lipca, Wrocław (Polska), 9 zespołów                                                               |
| 24 (6)              | 1                                                  | Francja Jessie Carbonneaux, Anaïs Leleu, Jenifer Mourgues, Anne Rouanet-Labe, Anne-Laure Tartarin, Aurélie Thizy |
| 24 (6)              | 2                                                  | Holandia Natalia Banaś, Doris van Delft, Lotte Leufkens, Judith Nab, Emma de Ruiter, Magdaléna Tichá             |
| 24 (6)              | 3                                                  | Włochy Giorgia Botta, Caterina Burgio, Federica Buttò, Margherita Chavarria, Margherita Costa, Michela Salvato   |
| 24 (6)              | 4                                                  | Polska Katarzyna Dufrat, Magdalena Holeksa, Danuta Kazmucha, Barbara Rosłon, Kamila Wesołowska, Justyna Żmuda    |

## Formuła zawodów
Przepisy i reguły obowiązujące na 25. Młodzieżowych DME zostały określone w osobnym dokumencie.

### Sposób rozgrywania
1. Każdy kraj (należący do EBL) może zarejestrować jedną drużynę w każdej z 4 kategorii (juniorów, młodzieży szkolnej, dziewcząt, dzieci).
2. W kategorii juniorów i dziewcząt mogą startować zawodnicy, którzy urodzili się 1 stycznia 1970 roku lub wcześniej (U26).
3. W kategorii młodzieży szkolnej mogą startować zawodnicy, którzy urodzili się 1 stycznia 1995 roku lub wcześniej (U21).
4. W kategorii dzieci mogą startować zawodnicy, którzy urodzili się 1 stycznia 1980 roku lub wcześniej (U16).
5. W każdej kategorii będą rozgrywane zawody metodą każdy z każdym.
6. Wszystkie spotkania były rozgrywane jako 16, 20 lub 32-rozdaniowe mecze. Format zawodów będzie zależał od liczby zgłoszeń.

### Stroje
1. Zarówno gracze jak i niegrający kapitanowie i trenerzy musieli mieć jednakowe stroje na ceremonię otwarcia i zamknięcia.
2. Zawodnicy w czasie gry musieli mieć jednakowe stroje zawierające logo kraju.

### Przywileje zwycięzców
1. Zwycięzcy w kategorii juniorów, młodzieży szkolnej i dziewcząt uzyskują tytuł Mistrza Europy;
2. Zdobywcy miejsc od 1 do 3 otrzymują medale: złote, srebrne i brązowe ME;
3. 6 pierwszych zespołów kategorii juniorów oraz po 5 zespołów w kategoriach młodzieży i dziewcząt uzyskuje prawo gry w młodzieżowych mistrzostwach świata.